# Cakemeel
Cakemeel is de kant-en-klaar verkrijgbare combinatie van zeer fijn gemalen bloem en bakpoeder (zelfrijzend bakmeel) met smaakversterker(s) zoals zout, citroen, vanille, etc. die gebruikt wordt bij de bereiding van cake.
Doordat cakemeel zeer fijn gemalen is, wordt de cake luchtiger dan wanneer een minder fijn gemalen meelsoort gebruikt wordt.